# 반도 일본어
반도일본어(半島日本語, 영어: Peninsular Japonic)는 고대 문헌의 흔적에 근거하여 한반도의 중부와 남부에서 사용되었던 것으로 여겨지는 가설상의 언어로, 다수의 언어학자들이 신봉하는 일본어 기원 관련 학설이다.
가장 많이 인용되는 증거는 삼국사기(三国史記, 1145년 편찬) 37장에 나오는데, 여기에는 옛 고구려 왕국의 지명의 발음과 의미 목록이 포함되어 있다. 발음이 한자로 되어 있어 해석이 어려우나 5세기에 백제에서 포획한 한강 이남 일대의 한국 중부에서 온 것들 중 몇몇 발음은 일본어와 일치하는 것으로 보인다. 학자들은 이것이 고구려의 언어를 나타내는 것인지, 고구려가 정복한 민족을 나타내는 것인지에 대해 의견이 다르다.
또한 한반도 남쪽의 국가와 제주도의 옛 탐라국에서 온 매우 드문 흔적들이 있다.

## 《삼국사기》의 지명
《삼국사기》의 권37은 〈지리지〉이며, 신라에 복속된 고구려와 백제의 고지명과 신라 경덕왕에 의해 한화(漢化)된 개명 및 대응되는 고려 시대의 지명이 실려 있다. 이들 지명은 1907년에 일본의 동양학자 나이토 고난(内藤湖南)에 의해 처음 연구되었으며, 1960년대에 국어학자 이기문에 의한 일련의 논문을 통해 실질적인 분석이 시작되었다.
예컨대 “買忽一云水城”에서 일컬어지는 지명은 현재의 수원에 비정·대응된다.
買忽一云水城
매홀(買忽)은 수성(水城)이라 한다

여기서 매홀(買忽)이라는 표기는 지명의 소리를 기록하기 위한 것으로, 이를 음독표기라고 한다. 수성(水城)이라는 표기는 지명의 뜻을 기록하기 위한 것으로, 이를 석독표기라고 한다. 음독표기의 買(매)와 忽(홀)은 각각 석독표기의 水(수)와 城(성)과 대응된다. 이와 같은 지명으로부터 80에서 100개의 어휘가 추출되었다. 買와 忽과 같은 음독표기 문자는 중고 중국어의 방언에 기반한 음사로 추측되지만, 이들의 정확한 발음에 대해서는 연구자 간의 합의가 이루어지지 않았다. 하나의 방편으로 《절운》(601년) 등의 당시의 운서로부터 얻어진 중고음(中古音)이 자주 사용된다. 정장상팡(鄭張尚芳)의 중고음 재구에 따르면 買의 발음은 /mɣɛ/이다. 또 하나의 방편으로는 15세기 중세 한국어에서 買의 한자음인 /mʌj/를 취하는 것이다. 일부 지명은 이칭(異稱)을 가지며 유사한 음의(音義)를 지닌 다른 글자로 표현된다.
《삼국사기》〈지리지〉의 지명으로부터 추출된 단어 중에는 한국어뿐만 아니라 퉁구스어족 어휘와 유사한 것도 있다. 일본어족과 유사한 어휘도 있으며 일본어족과 근연 관계를 갖는 언어, 즉 반도 일본어가 한때 한반도 상에서 사용되었을 것이라는 증거로서 많은 연구자로부터 지지받고 있다.
| 음독   | 음독       | 음독            | 상대 일본어  | 석독(뜻) |
| 한자   | 중고음     | 중세 한국한자음 | 상대 일본어  | 석독(뜻) |
| ------ | ---------- | --------------- | ------------ | -------- |
| 密     | mit        | 밀 mil          | mi₁          | 三(셋)   |
| 于次   | hju-tshijH | 우ᄎᆞ wucho      | itu          | 五(다섯) |
| 難隱   | nan-ʔɨnX   | 난은 nanun      | nana         | 七(일곱) |
| 德     | tok        | 덕 tek          | to₂wo        | 十(열)   |
| 旦     | tanH       | 단 tan          | tani         | 谷(골)   |
| 頓     | twon       | 돈 twon         | tani         | 谷(골)   |
| 吞     | then       | ᄐᆞᆫ thon         | tani         | 谷(골)   |
| 烏斯含 | ʔu-sje-hom | 오ᄉᆞ함 wosoham  | usagi₁       | 兔(토끼) |
| 那勿   | na-mjut    | 나믈 namul      | namari       | 鉛(납)   |
| 買     | mɛX        | ᄆᆡ moy          | mi₁(du) <*me | 水(물)   |
| 美     | mijX       | 미 mi           | mi₁(du) <*me | 水(물)   |
| 彌     | mjieX      | 미 mi           | mi₁(du) <*me | 水(물)   |

초기 연구자는 이러한 지명의 상당수가 고구려의 영토와 겹쳤기 때문에 고구려어를 반영하고 있을 것이라고 가정했다. 또한 이기문과 사무엘 램지는 지명의 음의를 모두 나타내는 한자 활용은 한반도 남부의 여러 국가보다 먼저 한자를 수용한 고구려측 기록의 특징이라는 가설을 제기했다. 그들은 고구려어가 일본어, 한국어, 퉁구스어족 간의 연관 관계를 형성했다고 주장한다.
크리스토퍼 벡위스는 자신의 연구에서 이들 지명의 거의 모두가 일본어족과 동원어(同源語)라고 주장했다. 그는 이것이 고구려의 언어였다고 여겼으며 일본-고구려어족(Japanese-Koguryeoic)이라는 어족을 이룬다고 간주했다. 벡위스는 이 어족은 기원전 4세기에 랴오닝성 서부에 분포했으며, 야요이 문화로 추측되는 한 집단이 바다를 통해 한반도 남부와 규슈로, 다른 집단이 만주 동부와 한반도 북부로, 또 다른 집단이 해로를 통해 류큐 제도로 이주해갔다고 보았다. 그러나 《Korean Studies》의 서평에서 토마 펠라르(Thomas Pellard)는 벡위스에 의한 중고음 재구의 즉흥적인 점과 일본어족 자료의 활용 방식, 차용 가능성을 경솔하게 배제한 점을 지적하며 벡위스의 언어 분석을 비판하였다. 역사학자 마크 바잉턴의 서평에서는 벡위스가 주장한 이주설의 토대가 된 참고 사료의 해석에 의문을 제기하였다.
다른 연구자는 제안된 일본어족과의 동원어를 가진 지명은 모두 대동강 이북에 위치하는 고구려의 원향에 분포하지 않고, 광개토왕릉비 등의 비문에도 일본어족의 형태소가 확인되지 않은 점을 지적했다. 《삼국사기》에서 석독표기가 있는 지명은 일반적으로 한반도 중부 이남에 분포하며, 해당 지역은 고구려가 백제와 기타 국가로부터 5세기경에 복속시킨 곳이기 때문에, 지명은 고구려의 언어를 반영하지 않으며 현지의 언어로부터 유래한다고 주장한다. 이 가설은 해당 지역의 언어가 복수의 언어집단을 반영하는 것으로 보이는 이유를 설명할 수 있다. 또한, 고노 로쿠로와 김방한은 백제는 한국어족과 일본어족의 이중언어 사회로 구성되었으며, 이들 지명은 서민의 언어를 반영한다고 주장했다.

## 구체적 증거
삼국사기 권34에서는 “旃檀梁”라는 기술에 대하여, 가야어에서는 ‘문(門)’이 ‘梁’으로 불린다 기술이 있다. 신라어에서 ‘梁’은 twol의 발음을 가지므로, 이는 상대 일본어에서 문을 의미하는 *two/tö와 일치한다. 또한 알렉산더 보빈은 고대 중국과 한국의 문서에 등장하는 한국 남부의 단어와 지명에 대해 일본어족을 통한 어원을 제안하였다.

### 백제
학자들은 《삼국사기》에 실려 있는 지명이 백제 지역의 초기 언어를 반영한다고 여긴다. 이에 더해 《양서》(635년)의 권54에 기재된 4개의 백제어 단어 중 둘은 일본어와 비교될 수 있다.
- 固麻 kuHmæ ‘치성(治城) = 통치거점’ :: 상대 일본어 ko₂me₂- ‘안에 들어가다’
- 檐魯 yemluX ‘읍(邑) = 취락’ :: 상대 일본어 ya ‘집’ + maro₂ ‘동그라미’

그러나 이런 단어들이 정말 제대로 재구되었는지는 조금더 확실한 증거가 필요하다

예를 들어 둘중 하나인 고마는 공주의 옛 이름인 웅진의 고유어식 독음인 고마나루를 의미하는데 이 단어가 곰을 뜻함은 삼국사기에서 이미 드러나기 때문이다. 

### 신라
신라와 그 전신인 진한의 몇몇 단어는 《위지》 권30과 《양서》 권54에 기록되어 있다. 이들의 대부분은 한국어족으로 보이지만 소수는 일본어족의 형태와 일치한다.
- 牟羅 mura ‘마을’ :: 상대 일본어 mura ‘마을’[13]

《삼국사기》 권34에서는 신라의 옛 지명과 8세기에 경덕왕에 의해 두 글자로 통일된 한화 지명이 병기되어 있다. 개명 전의 지명의 대부분은 한국어족으로는 어원이 성립하지 않으나 일본어족으로는 설명 가능하다. 예컨대 상대 일본어의 mi₁ti ‘길’과 유사한 彌知 miti 등이 있다.
이 역시 주조마국등 초기 변한계 국가에서 나오는 '-마'의 음차에서 오는 변형일 수 있으므로 조금 더 논증이 필요하다

### 가야
가야 연방은 6세기 초엽에 신라에 복속되기 전까지 일본과의 무역 관계를 유지했다. 《삼국사기》 권44에 기재되어 있는 한 단어가 일본어와 비교된다.
加羅語謂門爲梁。
가야어에서 문(門)을 ‘梁’이라고 한다.

梁 twol이라는 발음이 상대 일본어에서 문(門)을 의미하는 to2와 비교된다.

### 탐라
제주도를 과거에는 탐라(耽羅) 혹은 담모라(𨈭牟羅)라고 하였는데, 이는 일본어에서 ‘골짜기 취락’을 의미하는 tani mura 혹은 ‘사람들의 취락’을 의미하는 tami mura이라는 어원설이 제기되었다.
제주도 남서부에 있는 감산(柿山)은 신산(神山)이라는 고지명을 갖는다. 알렉산더 보빈은 한국어로는 神을 ‘감’으로 읽을 수 없기 때문에, 상대 일본어 kami2 ‘신(神)’과 동원어라고 주장하였다.

## 고고학적 연계
일본어족 화자가 기원전 700년~300년경에 한반도에서 일본 열도로 이주하고 최종적으로는 열도의 토착어를 대체한 사실은 널리 받아들여지고 있다.
한반도의 민무늬토기 문화 집단이 현대 일본어의 조상인 일본어족에 속하는 언어를 사용했을 것이라는 설이 복수의 학자로부터 제기되고 있다. 그들에 따르면, 고대 만주 남부에서 한반도 북부에 걸친 지역에서 확립된 한국어족에 속하는 언어 집단이 북방에서 남하하였고, 당시 한반도 중부에서 남부에 분포하고 있던 일본어족 화자 집단을 대체하였다. 이 과정에서 남쪽으로 쫓겨난 일본어족 화자 집단이 야요이인의 조상이라고 여겨진다.
이러한 한국어족 화자 집단의 확장과 일본어족 화자 집단의 동화가 일어난 시기에 대해서는 논란이 있다. 존 휘트먼(John Whitman)과 미야모토 가즈오(宮本一夫)는 만주에서 한반도 남부로 이주한 일본어족 화자가 민무늬토기 시대의 말엽까지 존속되었고, 비파형동검의 사용으로 대표되는 한반도 청동기 시대에 한국어족 화자로 대체되었다고 본다. 한편 알렉산더 보빈은 한반도의 삼국시대에 고구려로부터 한국어족 화자가 남하하여 백제, 신라, 가야 등의 국가를 건국할 때까지 한반도 남부에는 여전히 일본어족 화자가 존재했다고 주장한다.

## 참고 문헌
- Beckwith, Christopher (2004), 《Koguryo, the Language of Japan's Continental Relatives》, BRILL, ISBN 978-90-04-13949-7.
- Byington, Mark E. (2006), “Christopher I. Beckwith, Koguryo – the Language of Japan's Continental Relatives (Leiden: Brill, 2004)”, 《Acta Koreana》 9 (1): 141–166.
- Itabashi, Yoshizo (2003), 〈Kōkuri no chimei kara Kōkurigo to Chōsengo/Nihongo to no shiteki kankei wo saguru〉 高句麗の地名から高句麗語と朝鮮語・日本語との史的関係をさぐる [A study of the historical relationship of the Koguryo language, the Old Japanese language, and the Middle Korean language on the basis of fragmentary glosses preserved as place names in the Samguk sagi],   Vovin, Alexander; Osada, Toshiki, 《Nihongo keitoron no genzai》 日本語系統論の現在 [Perspectives on the Origins of the Japanese Language] (일본어), Kyoto: International Center for Japanese Studies, 131–185쪽, doi:10.15055/00005276.
- Lee, Ki-Moon; Ramsey, S. Robert (2011), 《A History of the Korean Language》, Cambridge University Press, ISBN 978-1-139-49448-9.
- Lewin, Bruno (1976), “Japanese and Korean: The Problems and History of a Linguistic Comparison”, 《The Journal of Japanese Studies》 2 (2): 389–412, JSTOR 132059.
- Pellard, Thomas (2005), “Koguryo, the Language of Japan's Continental Relatives: An Introduction to the Historical-Comparative Study of the Japanese-Koguryoic Languages with a Preliminary Description of Archaic Northeastern Middle Chinese By Christopher I. Beckwith”, 《Korean Studies》 29: 167–170, doi:10.1353/ks.2006.0008.
- Toh, Soo Hee (2005), “About Early Paekche language mistaken as being Koguryŏ language”, 《Journal of Inner and East Asian Studies》 2 (2): 13–31.
- Vovin, Alexander (2010), 《Korea-Japonica: A Re-Evaluation of a Common Genetic Origin》, University of Hawaii Press, ISBN 978-0-8248-3278-0, JSTOR j.ctt6wqz03.
- ——— (2013), “From Koguryo to Tamna: Slowly riding to the South with speakers of Proto-Korean”, 《Korean Linguistics》 15 (2): 222–240, doi:10.1075/kl.15.2.03vov.
- ——— (2017), 〈Origins of the Japanese Language〉, 《Oxford Research Encyclopedia of Linguistics》, Oxford University Press, doi:10.1093/acrefore/9780199384655.013.277.
- Whitman, John (2011), “Northeast Asian Linguistic Ecology and the Advent of Rice Agriculture in Korea and Japan”, 《Rice》 4 (3-4): 149–158, doi:10.1007/s12284-011-9080-0.
- ——— (2013), “A History of the Korean Language, by Ki-Moon Lee and Robert Ramsey”, 《Korean Linguistics》 15 (2): 246–260, doi:10.1075/kl.15.2.05whi.

## 같이 보기
- 일본어족
- 야요이인
- 고대 한국어
- 마한어